# 紙器・段ボール箱製造技能士
紙器・段ボール箱製造技能士（しき・だんボールばこせいぞうぎのうし）とは、国家資格である技能検定制度の一種で、都道府県知事（問題作成等は中央職業能力開発協会、試験の実施等は都道府県職業能力開発協会）が実施する、紙器・段ボール箱製造に関する学科及び実技試験に合格した者をいう。
なお職業能力開発促進法により、紙器・段ボール箱製造技能士資格を持っていないものが紙器・段ボール箱製造技能士と称することは禁じられている。

## 区分
紙器・段ボール箱製造の中で印刷箱打抜き作業、印刷箱製箱作業、貼箱製造作業、段ボール箱製造作業、簡易箱製造作業に分かれる。

## 級別
印刷箱打抜き作業、印刷箱製箱作業、貼箱製造作業、段ボール箱製造作業、簡易箱製造作業ともに1級、2級の別がある。

## 実技作業試験内容

### 紙器・段ボール箱製造(印刷箱打抜き作業)
- 1級：8面取りの抜き型（お型）を自動平盤打抜き機又はビクトリア打抜き機（トムソン）に取付け、め型を製作し、各種機能を調整して印刷済みのK全版の板紙を打抜く。試験時間＝2時間30分
- 2級：4面取りの抜き型（お型）を自動平盤打抜き機又はビクトリア打抜き機（トムソン）に取付け、め型を製作し、各種機能を調整して印刷済みのL半裁判の板紙を打抜く。試験時間＝1時間30分

### 紙器・段ボール箱製造(印刷箱製箱作業)
- 1級
  - 作業試験：課題1（ストレートグルアによる底貼りサック箱の製作）及び課題2（タイミンググルアによる4隅のり貼り箱の製作）を行う。試験時間＝50分（課題1）、1時間10分（課題2）
  - ペーパーテスト：印刷箱の展開寸法の計算等について行う。 試験時間＝1時間
- 2級：課題1（ストレートグルアによる底貼りサック箱の製作）及び課題2（タイミンググルアによる4隅のり貼り箱の製作）を行う。試験時間＝1時間20分（課題1）、1時間40分（課題2）

### 紙器・段ボール箱製造(貼箱製造作業)
- 1級：仕様書に従って原図を製作(課題1)し、打抜き済みの生地用板紙、くるみ用アート紙から被せ印籠蝶番箱を製作する。(課題2)試験時間＝1時間5分（課題1）、2時間20分（課題2）
- 2級：打抜き済みの生地用板紙、くるみ用アート紙から被せ貼箱を製作する。試験時間＝1時間20分

### 紙器・段ボール箱製造(段ボール箱製造作業)
- 1級
  - 作業試験：「プリンタースロッタ・ステッチャ・ライン又はプリンタースロッタ・グルア・ライン」、「フレキソフォールダーグルア・ライン」、「筋入れ・溝切り・たて通し印刷・ステッチャ・ライン」のいずれか1つを受検者が選択して、高品質の段ボール箱を製造する。試験時間＝1時間40分
  - ペーパーテスト：包装設計等について行う。試験時間＝1時間
- 2級：「プリンタースロッタ・ステッチャ・ライン又はプリンタースロッタ・グルア・ライン」、「フレキソフォールダーグルア・ライン」、「筋入れ・溝切り・たて通し印刷・ステッチャ・ライン」のいずれか1つを受検者が選択して、段ボール箱を製造する。試験時間＝1時間40分

### 紙器・段ボール箱製造(簡易箱製造作業)
- 1級
- 2級